# Microbiota salival

La microbiota salival son las bacterias comensales no patógenas presentes en las glándulas salivales humanas sanas. Es distinto de las bacterias que pueden causar infección en las glándulas. Se diferencia de la microbiota oral que se encuentra en la cavidad oral. Los microorganismos orales tienden a adherirse a los dientes. La microbiota oral posee sus propios microorganismos característicos encontrados allí. Los microbios residentes de la boca se adhieren a los dientes y las encías. 

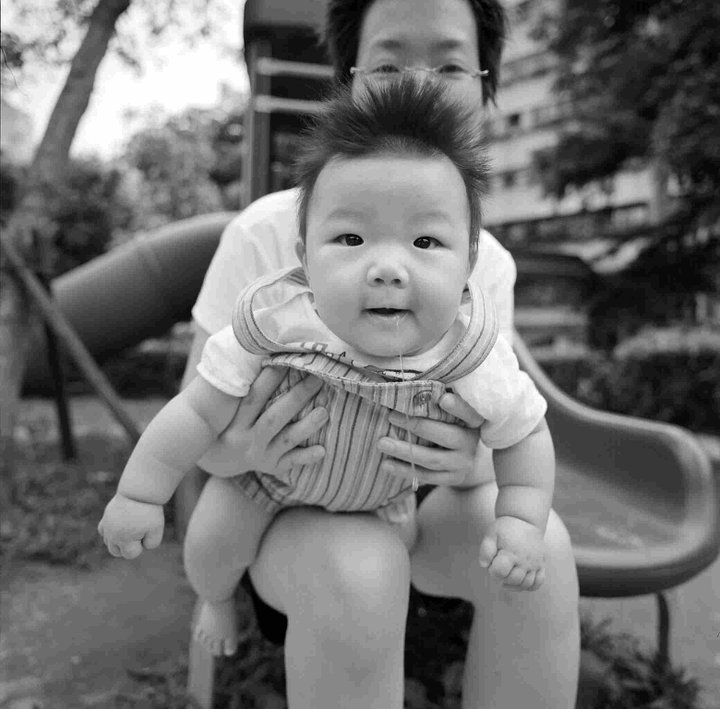
Los microorganismos residen en la saliva.

"Aquí puede haber interacciones importantes entre la microbiota de la saliva y otras microbiotas del cuerpo humano, en particular, el del tracto intestinal".

## Características
A diferencia de las microbiotas uterinas, placentarias y vaginales, los tipos de organismos en la microbiota salival permanecen relativamente constantes. No hay diferencia entre las poblaciones de microbios según el sexo, la edad, la nutrición, la obesidad, la ingesta de alcohol, la raza o el consumo de tabaco. Porfiromonas, Solobacterium, Haemophilus, Corynebacterium, Cellulosimicrobium, Streptococcus y Campylobacter son algunos de los géneros que se encuentran en la saliva.

## Marcadores genéticos y pruebas de diagnóstico
"Hay una gran diversidad en la microbiota salival dentro y entre los individuos, pero poca estructura geográfica. En general, ∼13.5% de la varianza total en la composición de los géneros se debe a diferencias entre los individuos, que es notablemente similar a la fracción de la varianza total en los marcadores genéticos neutros que se pueden atribuir a las diferencias entre las poblaciones humanas".
"Las variables ambientales revelaron una asociación significativa entre las distancias genéticas entre ubicaciones y la distancia de cada ubicación desde el ecuador. La caracterización adicional de la enorme diversidad revelada aquí en la microbiota salival humano ayudará a dilucidar el papel que desempeña en la salud y la enfermedad humana, y en la identificación de especies potencialmente informativas para estudios de la historia de la población humana".
Se han identificado 60 géneros nuevos de las glándulas salivales. Se identificaron un total de 101 géneros diferentes en las glándulas salivales. De estos, 39 géneros no se encuentran en la microbiota oral. No se sabe si las especies residentes permanecen constantes o cambian. 

Aunque la asociación entre la microbiota salival es similar a la de la microbiota oral, también existe una asociación entre la microbiota salival y el microbiota intestinal. El muestreo de saliva puede ser una forma no invasiva de detectar cambios en el microbioma intestinal y cambios en la enfermedad sistémica . La asociación entre la microbiota salival y las personas con síndrome de ovario poliquístico se ha caracterizado:
"...los perfiles de la microbiota salival se correlacionan con los de las heces, a pesar de que las comunidades bacterianas en los dos lugares difieren mucho. Por lo tanto, la saliva puede ser una alternativa útil a las heces como un indicador de disbiosis bacteriana en la enfermedad sistémica".
La concentración de azúcar en las secreciones salivales puede variar. Los niveles de azúcar en la sangre se reflejan en las secreciones de las glándulas salivales. Los niveles altos de glucosa salival (HSG) son una concentración de glucosa ≥ 1.0 mg/d, n = 175) y aquellos con niveles bajos de glucosa salival (LSG) son <0.1 mg/dL n = 2,537). Las secreciones de las glándulas salivales que contienen altos niveles de azúcar cambian la microbiota oral y contribuyen a un entorno propicio para la formación de caries dental y gingivitis.

## Glándulas

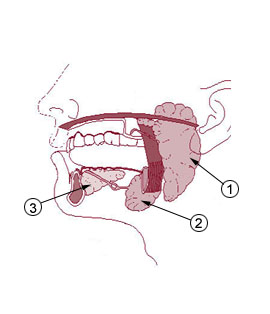
Glándulas salivales: 1. parótida, 2. submandibular, 3. sublingual.

Los organismos de la microbiota salival residen en las tres glándulas salivales principales: la parótida, la submandibular y la sublingual.[cita requerida] Es necesario definir un "estado microbiano saludable" en las glándulas salivales, como paso necesario, para descubrir cómo las variaciones en la microbiota pueden contribuir o causar una amplia gama de enfermedades humanas. Aunque existen diferencias en la diversidad bacteriana de la microbiota oral entre personas sanas, la diversidad bacteriana de la microbiota oral permanece relativamente constante para cualquier persona a lo largo del tiempo, cuando esa persona permanece en un estado de salud.
El nivel de cada componente salival varía considerablemente según el estado de salud del individuo y según la presencia de organismos patógenos y comensales.